# Gammarus shirazinus
Gammarus shirazinus is een vlokreeftensoort uit de familie van de Gammaridae. De wetenschappelijke naam van de soort is voor het eerst geldig gepubliceerd in 2010 door Zamanpoore, Grabowski, Poeckl & Schiemer.